# Dosha
Dosha é a caracterização do perfil biológico do indivíduo de acordo com o ayurveda.
Existem três doshas: Vata, Pitta e Kapha, sendo que cada um apresenta suas determinadas características.  Todas as pessoas possuem os três doshas, mas em proporções variadas.  Eventualmente, há excesso ou carência de um dos três doshas, o que constitui um desequilíbrio, que pode originar uma doença.  
O ayurveda restabelece o equilíbio original dos doshas da pessoa por meio de dietas, exercícios físicos, uso de plantas medicinais, meditação, yoga e massagem.

## Vata
É o dosha formado por ar e éter.  Suas características são ser seco, leve e frio.  As pessoas com predominância de Vata são geralmente magras, ativas e costumam ter a pele seca e eventualmente constipação intestinal.  Elas devem evitar alimentos amargos, bem como frio e umidade.

## Pitta
É o dosha formado por fogo e água, suas características são quente, oleoso e leve.  São pessoas ativas e com boa conformação física.  Têm tendência a serem nervosas e facilmente irritáveis.  As pessoas com predominância Pitta devem evitar alimentos salgados e picantes, para não aumentar o fogo digestivo.  Em caso de desarmonia de Pitta, o sintoma inicial é a febre e as infecções.

## Kapha
Formado por água e terra, é o dosha com características de ser úmido, pesado e frio.  As pessoas com predominância Kapha costumam ser grandes e pesadas, podendo facilmente tender à obesidade.  Devem evitar alimentos úmidos, frios e pesados, como massas e arroz.  Em caso de desequilíbrio, este costuma manifestar-se como excesso de muco e problemas respiratórios.